# Claudio Casciolini
Claudio Casciolini (ur. 9 listopada 1697 w Rzymie, zm. 18 stycznia 1760 tamże)  – włoski kompozytor i kapelmistrz okresu baroku.
W skład jego kompozycji wchodzą m.in. trzyczęściowa Missa pro defunctis (Requiem), ośmioczęściowy Zacchee festinans descende oraz Missa brevissima. Od kwietnia 1726 aż do śmierci śpiewał basem w kościele św. Wawrzyńca (San Lorenzo) w Damaso. Tam również prawdopodobnie pełnił funkcję maestro di cappella.
Casciolini napisał również muzykę do Panis Angelicus, przedostatniej strofy hymnu Sacris solemniis św. Tomasza z Akwinu. Jest to utwór polifoniczny na cztery głosy: sopran, alt, tenor i bas.